# Jamesoniella undulifolia
Jamesoniella undulifolia ist eine Moosart der Ordnung Jungermanniales. 

## Merkmale
Die Pflanzen wachsen in grasgrünen Rasen. Die Flankenblätter neigen sich an der Oberseite des Stämmchens zusammen, stehen damit einseitswendig. Die Flankenblätter sind fast kreisrund. Der Blattrand ist wellig. In der Blattmitte sind die Zellen 30 bis 32 Mikrometer groß. Die Unterblätter sind lanzettlich. Das Perianth ist gestreckt ei- bis birnenförmig und ragt weit aus den Hüllblätter heraus. 

## Verbreitung und Standorte
Die Art ist auf der nördlichen Hemisphäre verbreitet in den subozeanischen Zonen. In Deutschland kommt sie nur sehr vereinzelt vor und wächst zwischen Torfmoosen in Mooren.